# Boisseau (Einheit)
Das Boisseau war ein französisches Getreidemaß und wurde auch als Salzmaß und für andere trockene Waren benutzt. Ein  Boisseau, etwa dem Scheffel entsprechend, konnte in Halbe, Viertel und Achtel und Litron/Metze geteilt werden. Es war auch der Doppel-Boisseau gebräuchlich.
Man unterschied zwischen dem alten und neuen Boisseau:
- alt 1 Boisseau = 655 ¾ Pariser Kubikzoll = 13 Litre
  - 1 Minot = 3 Boisseaux
  - 1 Mine = 6 Boisseau
  - 1 Setier = 12 Boisseau
  - 1 Muid/Tonneau = 144 Boisseau
  - 1 Boisseau = 655,78 Pariser Kubikzoll (alt) = 13,0083 Liter (auch möglich gewesen: 15 Liter oder ein badischer Sester[1])
- neu 1 Boisseau = 630 3/20 Pariser Kubikzoll = 12,5 Liter
Für den Einzel- und Kleinhandel galt:[2]
  - 1 Doppel-Boisseau = 25 Liter = ¼ Hektoliter = 1260 Pariser Kubikzoll (alt)
  - 1 Boisseau = 12,5 Liter = ⅓ Hektoliter= 630 Pariser Kubikzoll (alt) entsprach 0,9606 alten Boisseau
  - ½ Boisseau = 6,25 Liter = 1/16 Hektoliter = 315 Pariser Kubikzoll (alt)
  - ¼ Boisseau = 3 ⅛ Liter = 1/32 Hektoliter = 157,5 Pariser Kubikzoll (alt)
  - ⅛ Boisseau = 1 9/16 Liter = 1/64 Hektoliter = 79 Pariser Kubikzoll (alt)

Praktische Beispiele:
- 1 Boisseau Hafer = 63,6468 Liter
- 1 Boisseau Salz = 56,8848 Liter
- 1 Boisseau Weizen = 20 Pfund[3]
- 1 Boisseau Roggen = 19 Pfund